# Marquesado de Luca de Tena

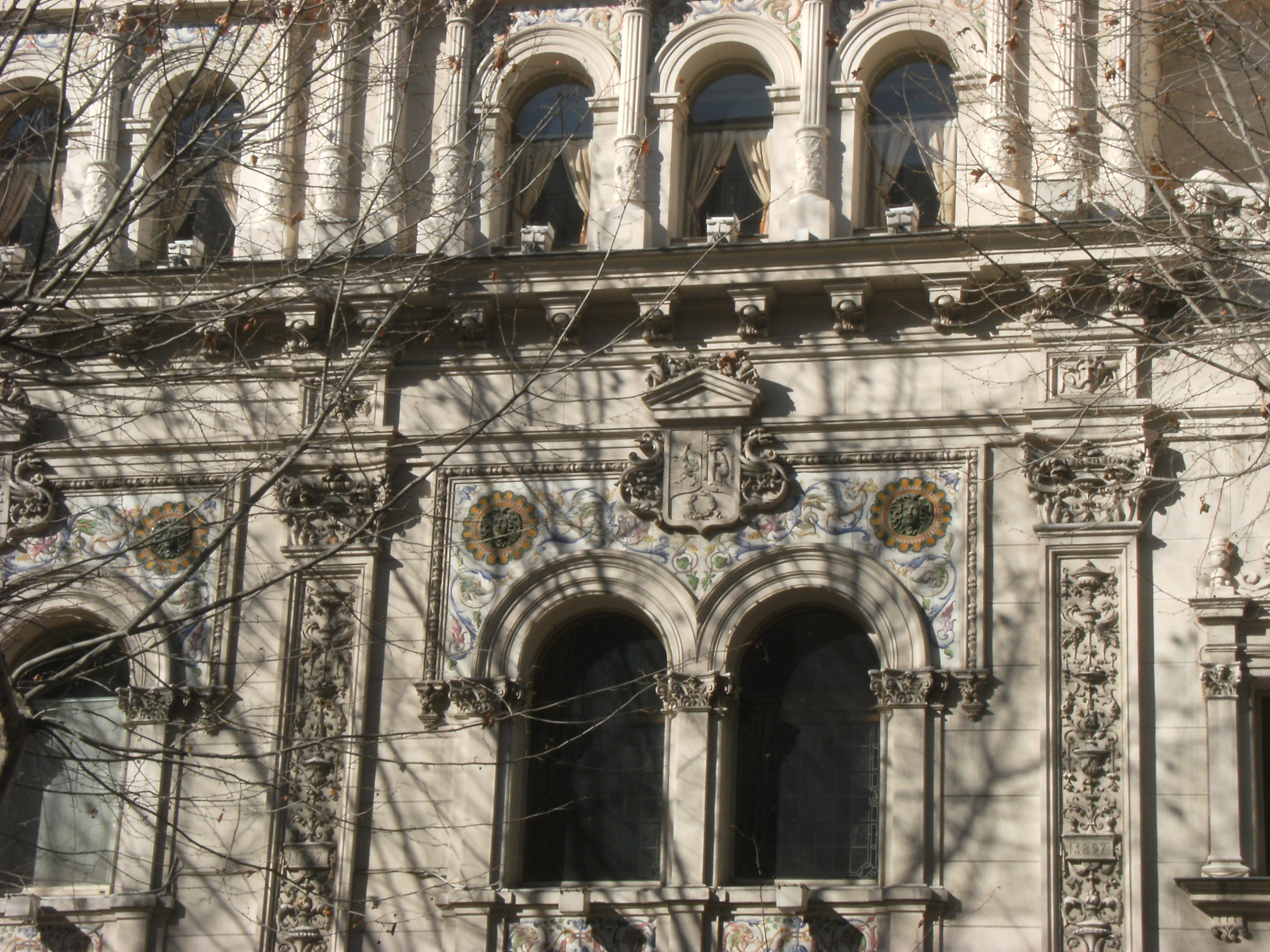
Edifício del periódico ABC, en el Paseo de la Castellana, Madrid.

El marquesado de Luca de Tena es un título nobiliario español creado por el rey Alfonso XIII y otorgado al empresario y periodista Torcuato Luca de Tena y Álvarez Ossorio, fundador y director del periódico ABC y de Prensa Española, el 4 de febrero de 1929 por real decreto y el 14 de marzo del mismo año por real despacho.

## Armas
Partido: 1.°, una faja de oro, acompañada en lo alto de un castillo, de oro, sobre campo de gules, aclarado de azur, y en lo bajo, un león, de gules, sobre campo de plata; 2.°, cortado: primero, de azur, con un losange de oro, cargado de un grifo de gules y acompañado el losange de cuatro estrellas de oro, y segundo, en sinople, cuatro cabezas de moro, puestas dos y dos.

## Marqueses de Luca de Tena
|                           | Titular                                      | Periodo                   |
| Creación por Alfonso XIII | Creación por Alfonso XIII                    | Creación por Alfonso XIII |
| ------------------------- | -------------------------------------------- | ------------------------- |
| I                         | Torcuato Luca de Tena y Álvarez Ossorio      | 1929-1929                 |
| II                        | Juan Ignacio Luca de Tena y García de Torres | 1929-1975                 |
| III                       | Torcuato Luca de Tena Brunet                 | 1975-1999                 |
| IV                        | Torcuato Luca de Tena y Benjumea             | 1999-2023                 |

## Historia de los marqueses de Luca de Tena
La historia de los marqueses de Luca de Tena, así como las fechas en las que sucedieron en el título, es la que sigue:
- Torcuato Luca de Tena y Álvarez Ossorio, (m. 1929), I marqués de Luca de Tena, senador del Reino.

Casó con Esperanza García de Torres y León. El 25 de octubre de 1929 le sucedió su hijo:
- Juan Ignacio Luca de Tena y García de Torres, II marqués de Luca de Tena, procurador en Cortes.

Casó en primeras nupcias con Catalina Brunet y Serrano.
Casó en segundas nupcias con Isabel Bertrán y Güell. El 21 de marzo de 1977, tras solicitud cursada el 15 de julio de 1975 (BOE del 14 de agosto) y orden del 20 de octubre del mismo año para que se expida la correspondiente carta de sucesión (BOE del 5 de noviembre) le sucedió su hijo:
- Torcuato Luca de Tena Brunet, III marqués de Luca de Tena, procurador en Cortes.

Casó con Blanca Benjumea y Príes. El 26 de noviembre de 1999, tras orden del 8 de octubre del mismo año para que se expida la correspondiente carta de sucesión (BOE del 3 de noviembre), le sucedió su hijo:
- Torcuato Luca de Tena y Benjumea (m. 2023), IV marqués de Luca de Tena.